# Новицький Євген Антонович
Євген Антонович Новицький (10 липня 1932, село Писарівка, тепер Красилівського району Хмельницької області — 2007, місто Київ) — український радянський партійний діяч, член Центральної виборчої комісії України. Депутат Верховної Ради УРСР 11-го скликання. Народний депутат України 1-го скликання.

## Біографія
Народився в родині селянина. Трудову діяльність розпочав у 1948 році колгоспником у колгоспі «Більшовик» Красилівського району Кам'янець-Подільської області. У 1950—1952 роках — учень Залучнянської середньої школи Красилівського району. У 1952—1954 роках — учень Бережанського педагогічного училища Тернопільської області. 
У 1954—1957 роках — студент Кам'янець-Подільського державного педагогічного інституту, потім переведений до Івано-Франківського державного педагогічного інституту. У 1957 році закінчив історичний факультет Івано-Франківського державного педагогічного інституту.
Член КПРС з 1957 року.
У 1957—1963 роках — завідувач відділу пропаганди і агітації Івано-Франківського міського комітету ЛКСМУ; 2-й, 1-й секретар Івано-Франківського міського комітету ЛКСМУ.
У 1963—1969 роках — завідувач організаційного відділу Івано-Франківського міського комітету КПУ; секретар, 2-й секретар Івано-Франківського міського комітету КПУ.
У 1969 — 30 жовтня 1973 року — завідувач відділу пропаганди і агітації Івано-Франківського обласного комітету КПУ; завідувач відділу організаційно-партійної роботи Івано-Франківського обласного комітету КПУ.
У жовтні 1973—1975 роках — інспектор відділу організаційно-партійної роботи ЦК КПУ. У 1975—1983 роках — заступник завідувача відділу організаційно-партійної роботи ЦК КПУ.
22 грудня 1983 — листопад 1990 року — 2-й секретар Івано-Франківського обласного комітету КПУ.
У 1993—1997 роках — член Центральної виборчої комісії України.
З 1997 року — на пенсії в місті Києві.

## Нагороди
- два ордени Трудового Червоного Прапора
- орден «Знак Пошани»
- орден «За заслуги» ІІІ-го ст. (1997)
- чотири медалі